# Fibysjön
Fibysjön är en sjö i Uppsala kommun i Uppland och ingår i Norrströms huvudavrinningsområde. Sjön är 1,9 meter djup, har en yta på 0,451 kvadratkilometer och är belägen 40 meter över havet. Fibysjön ligger i Fiby urskog Natura 2000-område. Sjön avvattnas av vattendraget Hågaån. Vid provfiske har bland annat abborre, braxen, gers och gädda fångats i sjön.

## Delavrinningsområde
Fibysjön ingår i det delavrinningsområde (664273-158618) som SMHI kallar för Utloppet av Fibysjön. Medelhöjden är 55 meter över havet och ytan är 20,97 kvadratkilometer. Det finns inga avrinningsområden uppströms utan avrinningsområdet är högsta punkten. Hågaån som avvattnar avrinningsområdet har biflödesordning 3, vilket innebär att vattnet flödar genom totalt 3 vattendrag innan det når havet efter 108 kilometer. Avrinningsområdet består mestadels av skog (88 procent). Avrinningsområdet har 0,45 kvadratkilometer vattenytor vilket ger det en sjöprocent på 2,2 procent.

## Fisk
Vid provfiske har följande fisk fångats i sjön:
- Abborre
- Braxen
- Gärs
- Gädda
- Mört
- Ruda
- Sarv